# Peter Ruzicka
Peter Ruzicka est un compositeur allemand, né à Düsseldorf le 3 juillet 1948. Il est depuis 2001 directeur artistique du Festival de Salzbourg.

## Carrière
Il étudie le droit et la musique à Munich, Hambourg et  Berlin jusqu'en 1977. En 1969, sa cantate Esta Noche (Cette nuit en espagnol) lui rapporte un prix[réf. nécessaire], et en 1972 il remporte la bourse du Prix Bach.
Il est intendant de l'Orchestre symphonique de la Radio de Berlin à partir de 1979, puis du Hamburgerische Staatsoper de 1988 à 1997, et directeur artistique de la Münchner Biennale à partir de 1996. Il était devenu en 1990 professeur de musique à la Hochschule für Musik und Theater Hamburg (École supérieure de musique et de théâtre de Hambourg).
En octobre 2001, il succède à Gérard Mortier au poste de directeur artistique et intendant du Festival de Salzbourg. Il supervise la rénovation du Petit Palais des festivals, devenue la Maison de Mozart, et prépare pour l'été 2006 l'opération Mozart 22, qui doit voir jouer les vingt-deux œuvres scéniques de Mozart.[réf. nécessaire]

## Compositions
Hormis Outside Inside - Modell für musikalisches Theater, créé le 18 août 1972 au Stadttheater d'Augsbourg, et Celan, créé le 25 mars 2001 à l'Opéra d'État de Saxe (Desde), il a surtout composé des œuvres orchestrales.